# 2001-es berlini tartományi választás
A 2001-es berlini tartományi választást 2001. október 21-én tartották Berlinben, amikor a Berlini Közgyűlés tagjait választották meg. 
A választás érdekessége volt, hogy vereséget szenvedett a várost 1991 óta nagykoalícióban vezető Eberhard Diepgen polgármestersége, CDU-párti politikus.  A koalíció másik tagja, az SPD úgy döntött, hogy a zöldekkel és az NDK utódpárt PDS párttal fog koalíciót alkotni, ezzel egy vörös-vörös-zöld koalíció jött létre. 

## Kampány és botrány
Berlinben előrehozott választás volt ez, hiszen 2001. júniusában a berlini bank-ügy miatt felbomlott a CDU-SPD vezette nagykoalíciós városi kormányzat. A botrány főszereplője Klaus-Rüdiger Landowsky a Berlini Közgyűlés CDU-s frakcióvezetője volt, aki a jelzáloghitelekkel foglalkozó Landesbank Berlin ügyvezető igazgatója volt, ezen tevékenysége során a vezetésével két személlyel folytatott kockázatos üzlet folyamán illegálisan juttatott pénzt a helyi CDU pártszervezeteknek, több milliárd márkájú összeget.  A botrány után az SPD kilépett a nagykoalícióból és a zöldekkel koalícióban egy ügyvivő tartományi kormányzást vitt, ami mivel nem rendelkezett többséggel, emiatt a koalíció külső támogatója a PDS lett. A közgyűlés 2001. június 15-én konstruktív bizalmatlansági indítványt indított Eberhard Diepgen ellen, aki elbukott az indítványon és helyébe Klaus Wowereit SPD politikus lépett és lett az ideiglenes polgármester.
A kampányt alapvetően beárnyékolta a "bank-ügy" és rávilágított a közpénzek rossz felhasználására. A CDU jelöltje a 35 éves Frank Steffel volt, aki kampányában az PDS-től való félelmet hangsúlyozta, mint egy exkommunista kormánykoalíciós párt a városi közgyűlésben. Az ő kampányukban a 2001. szeptember 11-i terrortámadások miatt a biztonsági témákkal is foglalkoztak.  A negatív kampány azonban a CDU-ra visszaütött: 17%-ot vesztettek a választáson. 

## Eredmények
| Párt neve                                 | Párt listás szavazatok | Szavazatok % (változás) | Szavazatok % (változás) | Elnyert mandátumok (változás) | Elnyert mandátumok (változás) | Mandátumok % |
| ----------------------------------------- | ---------------------- | ----------------------- | ----------------------- | ----------------------------- | ----------------------------- | ------------ |
| Kereszténydemokrata Unió (CDU)            | 385,692                | 23.8%                   | -17.0%                  | 35                            | -41                           | 24.8%        |
| Németország Szociáldemokrata Pártja (SPD) | 481,772                | 29.7%                   | +7.3%                   | 44                            | +2                            | 31.2%        |
| Demokratikus Szocializmus Pártja (PDS)    | 366,292                | 22.6%                   | +4.9%                   | 33                            | +0                            | 23.4%        |
| Szövetség ’90/Zöldek                      | 148,066                | 9.1%                    | -0.8%                   | 14                            | -4                            | 9.9%         |
| Német Szabaddemokrata Párt (FDP)          | 160,953                | 9.9%                    | +7.7%                   | 15                            | +15                           | 10.6%        |
| Republikánusok                            | 21,836                 | 1.3%                    | -1.4%                   | 0                             | +0                            | 0.0%         |
| A Szürkék                                 | 22,093                 | 1.4%                    | +0.3%                   | 0                             | +0                            | 0.0%         |
| Egyebek                                   | 36,634                 | 2.3%                    | -1.0%                   | 0                             | +0                            | 0.0%         |
| Összesen                                  | 1,623,338              | 100.0%                  |                         | 141                           | -28                           | 100.0%       |

## A választások után
A választásokon az SPD győzött, és Klaus Wowereit, a párt jelöltje lett a polgármester. A PDS 22,6%-kal a harmadik legnagyobb párt lett a berlini törvényhozásban. A CDU nagy vereséget szenvedett, elvesztett 41 mandátumot és 17 százalékpontot.  A vereségből szinte mindegyik párt profitált, mert növelni tudta korábbi támogatottságát. Ennek ellenére az SPD és a Zöldek koalíciója nem szerzett többséget, emiatt új megoldás kellett. Az egyik az volt, hogy a közlekedésilámpa koalíció értelmében az SPD a Zöldekkel és a szabaddemokratákkal alkot koalíciót a másik lehetőség egy vörös-vörös koalíció, amiben a szociáldemokraták a radikális baloldali PDS-szel áll össze. Az utóbbi lehetőség azonban kényelmetlen volt az SPD számára, hiszen sokan ellenezték hogy az NDK kommunista pártjának utódjával,a PDS-szel álljanak össze emiatt koalíciós tárgyalásokat kezdett a szabaddemokratákkal és a zöldekkel. A tárgyalás kudarcba fulladt pénzügyi gondok miatt.
Egyetlen lehetőségként az SPD-PDS-Zöld koalíció, a vörös-vörös-zöld koalíció maradt meg, így Mecklenburg Elő-Pomeránia után ez volt a második tartomány, ahol ilyen koalíció jött létre. 